# 王石鵬
王石鵬（1877年—1942年）。字箴盤，號了庵，臺灣新竹人。精通漢文、臺語、日語，工漢詩、能書法，尤善隸書、小篆，偶刻印。幼讀八股文，後因進入日據時代而中輟科舉之心，當時名士，與謝介石同稱「新竹二石」，與王松及王瑤京合稱「新竹三王」。曾任新竹縣知事櫻井勉幕僚，每逢日本官吏與臺灣人衝突，必然為之調解，拯救許多臺人，使免囹圄。1900年作《臺灣三字經》一書，以漢文介紹臺灣史、地，內容豐富，被譽為「臺灣小百科全書」。